# 第103师团 (日本陆军)
第103师团（だいひゃくさんしだん）是大日本帝國陸軍师团之一。
基于1944年（1944年）5月所制定的「十一号作战準備」（「準備」），以驻扎在菲律宾的4個独立混成旅团为基础所改编组建的师团之一。

## 沿革
1944年6月，以驻扎在菲律宾吕宋岛的独立混成第32旅团为基础編成，后編入第14方面軍。当初，第103师团负责吕宋岛北部，负责区域以西为步兵第79旅团防区，以东为步兵第80旅团负责的防区。
第103师团在雷伊泰島戰役的進行中负责吕宋岛北部，1945年（昭和20年）1月，配属至伴随防衛体制改編而设立的山下奉文第14方面軍司令官直属的尚武集团，负责吕宋岛北端阿帕里和吕宋岛北部西側的防御。
1945年1月9日，美军在林加延湾登陆。第103师团主力被派遣往该地进行防御，并在卡加延河谷附近战败，迫于美军优势兵力压制，师团部队撤退至山岳地带。在饥饿等困难的情况下，持续进行持久战并迎来终战。

## 师团概要

### 歴代师团長
- 村冈丰 中将：1944年6月21日 -

### 最終司令部構成
- 参謀長：岡本孝行大佐

### 最終所属部隊
- 步兵第79旅团（熊本）：荒木正二中将
  - 独立步兵第175大隊：山下末吉少佐
  - 独立步兵第176大隊：杉木守大佐
  - 独立步兵第178大隊：松原勘一少佐
  - 独立步兵第356大隊：瀧上良一少佐
  - 步兵第79旅团通信隊：
  - 步兵第79旅团作業隊：
- 步兵第80旅团（熊本）：湯口俊太郎少将
  - 独立步兵第177大隊：坂卷隆次大佐
  - 独立步兵第179大隊：一濑末松大佐
  - 独立步兵第180大隊：有園善行大佐
  - 独立步兵第357大隊：粂勇少佐
  - 步兵第80旅团通信隊：
  - 步兵第80旅团作業隊：
- 第103师团火炮隊：羽田三藏少佐
- 第103师团工兵隊：竹内忠中佐
- 第103师团通信隊：甲斐清一大尉
- 第103师团輜重隊：北原芳富少佐
- 第103师团野战医院：岩崎太郎少佐
- 第103师团病馬廠：西喜久助中尉
- 第103师团防疫給水部：大柴五八郎少佐